# Reynaldo Tilguath
Reynaldo Antonio Tilguath Flores (Tegucigalpa, M. D. C., Francisco Morazán, 4 de agosto de 1979) es un exfutbolista y entrenador hondureño. Actualmente dirige al Olancho F. C. de la Liga Nacional de Honduras.

## Trayectoria

### Como jugador
Jugó como mediocampista, su primer equipo fue el Club Deportivo Olimpia donde es considerado un jugador de Casa Blanca. También pasó por clubes como Platense, Motagua y Vida. Con la selección de fútbol de Honduras fue internacional en una ocasión.

### Como entrenador
Comenzó su carrera como entrenador dirigiendo al Real de Minas, equipo de la Liga de Ascenso al que ascendió a la máxima categoría del fútbol hondureño. En diciembre de 2017, se coronó campeón de la segunda división del fútbol hondureño dirigiendo al Real de Minas.

## Clubes

### Como jugador
| Club     | País     | Año         |
| -------- | -------- | ----------- |
| Olimpia  | Honduras | 1998 - 2001 |
| Platense | Honduras | 2002        |
| Olimpia  | Honduras | 2003 - 2008 |
| Motagua  | Honduras | 2008 - 2009 |
| Olimpia  | Honduras | 2009 - 2014 |
| Vida     | Honduras | 2014 - 2015 |

### Como entrenador
| Club                 | País     | Año         |
| -------------------- | -------- | ----------- |
| Real de Minas        | Honduras | 2017 - 2018 |
| Santos               | Honduras | 2018 - 2019 |
| Broncos              | Honduras | 2019        |
| Selección Sub-20     | Honduras | 2020 - 2021 |
| Real de Minas        | Honduras | 2021        |
| Génesis de Comayagua | Honduras | 2023 - 2024 |
| Olancho F. C.        | Honduras | 2025 - Act. |

## Palmarés

### Como jugador
| Título          | Club    | País     | Año  |
| --------------- | ------- | -------- | ---- |
| Torneo Clausura | Olimpia | Honduras | 1999 |
| Torneo Apertura | Olimpia | Honduras | 2000 |
| Torneo Clausura | Olimpia | Honduras | 2004 |
| Torneo Clausura | Olimpia | Honduras | 2005 |
| Torneo Apertura | Olimpia | Honduras | 2005 |
| Torneo Clausura | Olimpia | Honduras | 2006 |
| Torneo Clausura | Olimpia | Honduras | 2008 |
| Torneo Clausura | Olimpia | Honduras | 2010 |
| Torneo Apertura | Olimpia | Honduras | 2011 |
| Torneo Clausura | Olimpia | Honduras | 2012 |
| Torneo Apertura | Olimpia | Honduras | 2012 |
| Torneo Clausura | Olimpia | Honduras | 2013 |
| Torneo Clausura | Olimpia | Honduras | 2014 |

### Como entrenador
| Título                    | Club                 | País     | Año  |
| ------------------------- | -------------------- | -------- | ---- |
| Torneo Apertura (Ascenso) | Real de Minas        | Honduras | 2017 |
| Torneo Clausura (Ascenso) | Real de Minas        | Honduras | 2018 |
| Torneo Clausura (Ascenso) | Génesis de Comayagua | Honduras | 2023 |